# Elf Quellen
Die Elf Quellen, auch Elfen Quellen, sind ein Quellmoor in den Hellbergen in Sachsen-Anhalt bei Wiepke.
Dem von einem alten Buchenbestand gesäumten Moor entspringt der Wiepker Bach, ein Zufluss der Milde. Auffällig sind die vielen Spechthöhlen. Westlich des Moors verläuft der Wanderweg von Wiepke über Ferchel zum Stakenberg.
Koordinaten: 52° 35′ 29,2″ N, 11° 18′ 36,6″ O